# Bébé la terreur
Bébé la terreur è un cortometraggio muto del 1911 diretto da Louis Feuillade che ha come protagonista il piccolo René Dary.

## Produzione
Il film fu prodotto dalla Société des Etablissements L. Gaumont

## Distribuzione
Distribuito dalla Société des Etablissements L. Gaumont, uscì nelle sale cinematografiche francesi nel 1911.